# Orquesta Guayacán
Das Orquesta Guayacán ist eine Salsaband aus Cali/Kolumbien und vertritt den Musikstil der typischen kolumbianischen Salsa Rumbera.

## Werdegang
Die Band wurde in den 1980er Jahren von Alexis Lozano in Cali gegründet. Ihr Name lehnt sich an den im Valle del Cauca häufig vertretenen Baum Guayacán (Tabebuia chrysantha) an, welcher symbolisch für Kraft, Schönheit, Blütenpracht und Nationalstolz steht. Ihr erstes Album 1986 „Llegó La Hora de la Verdad“ und der Titel „Vas a Llorar“ erregte auf der Feria de Cali große Aufmerksamkeit. Es folgten Auftritte in Venezuela, Ecuador, Peru und  Mittelamerika. Orquesta Guayacán errang mit seinen 13 Plattenveröffentlichungen mehrere Preise und Auszeichnungen. Zu ihren berühmtesten Hits zählen Lieder wie „Un Vestido Bonito“, „Mi Muchachita“, „Como Una Hoguera“, „Té Amo, Té Extraño“, „Invierno En Primavera“, „Oiga, Mire, Vea“, „Chica De Cartel“, „Cada Día Que Pasa“ und „Dormida En Mi Hamaca“.

## Besetzung
- Alexis Lozano: musikalischer Direktor
- Nino Caicedo: Komponist
- Alex Torres: Sänger
- Andy Caicedo: Sänger
- Juan Carlos Estrada: Sänger
- Richie Valdes: Piano
- Wilson Viveros: Timbales
- Julio César Valdes: Bass
- Wilfred Giron: Trompete
- Rey Escobar: Congas
- Jorge Ladino: Trompete
- Juan Carlos Escobar: Bongo
- Tino Herrera: Saxofon
- Alberto Chàvez: Trombòn

## Diskografie
- Llegó La Hora de la Verdad (1986)
- Que La Sangre Alborota (1987)
- Guayacán Es La Orquesta (1988)
- La más bella (1989)
- Años: Aferrados Al Sabor (1990)
- Sentimental De Punta A Punta (Oiga, Mire, Vea?) (1991)
- Con El Corazón Abierto (1992)
- Verso Y Golpe (1993)
- A Puro Golpe (1994)
- Marcando La Diferencia (1994)